# Departamento Intersindical de Assessoria Parlamentar
O Departamento Intersindical de Assessoria Parlamentar (DIAP) é o órgão de assessoria parlamentar dos sindicatos brasileiros.
O DIAP foi idealizado pelo advogado trabalhista Ulisses Riedel de Resende, atual diretor-técnico da entidade. Foi fundado em 19 de dezembro de 1983 com a finalidade de atuar junto aos poderes da República, em especial no Congresso Nacional e, excepcionalmente, junto às assembléias legislativas e câmaras municipais, no sentido da institucionalização e transformação em normas legais das reivindicações da classe trabalhadora.
É constituído por cerca de mil entidades sindicais de trabalhadores, congregando centrais, confederações, sindicatos e associações, distribuídas em todos os estados brasileiros e no Distrito Federal.